# Ramoji Film City

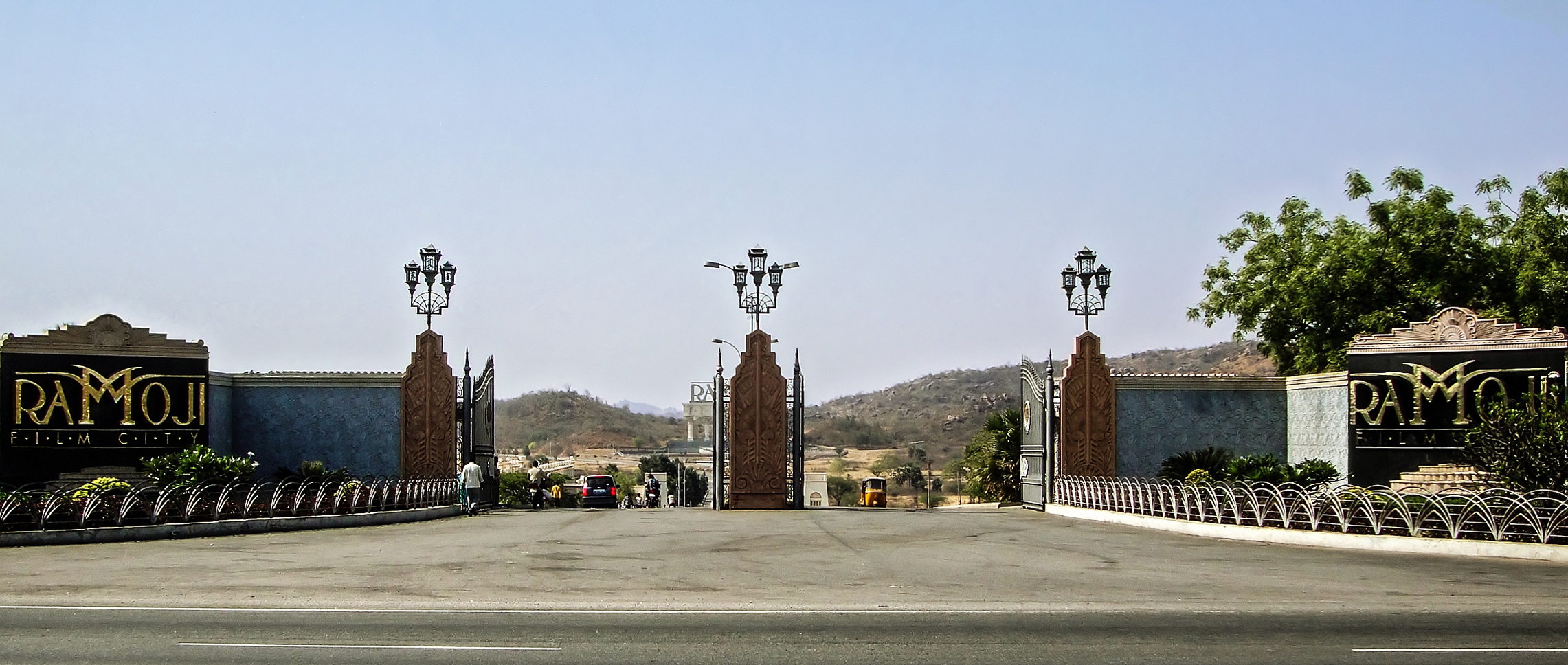
Въезд на территорию киностудии

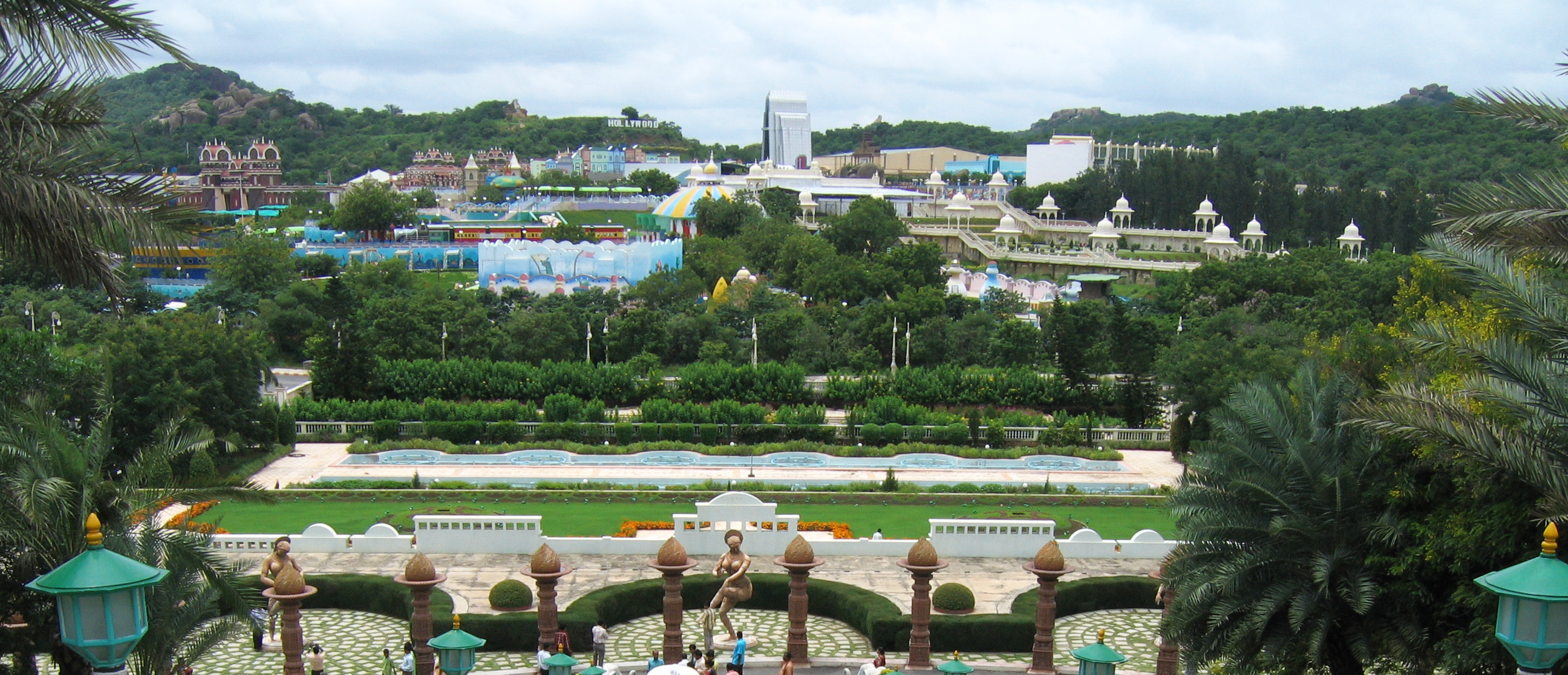
Общий вид на киностудию Рамоджи

Киностудия Рамоджи (телугу రామోజీ ఫిలిం సిటీ, англ. Ramoji Film City) — киностудия в Хайдарабаде, Индия. Относится к одной из трёх крупнейших индийских киноиндустрий — Толливуду.
Занимает площадь почти 2000 акров и является крупнейшим единым киногородом в мире. Также служит популярным местом для туризма и отдыха, за счёт природных и рукотворных достопримечательностей, включающих парк развлечений. Ежегодно Рамоджи посещает более миллиона туристов.
Киностудия была создана в 1996 году индийским продюсером Рамоджи Рао, руководителем Ramoji Group.
Её общая площадь достигает 674 га (1666 акров),
на которых расположены 500 съёмочных площадок, около 50 киносъёмочных павильонов, места натурных съёмок, хай-тек лаборатории, аутентичные съёмочные площадки. В огромную инфраструктуру киногорода также входят созданные по заказу макеты и готовые декорации, среди которых точные копии аэропорта и больницы, искусственные водопады, индуистские храмы, церкви и мечети, дворцовые интерьеры и даже извилистая автострада. Рамоджи предлагает всё необходимое в процессе кинопроизводства: кинокамеры и съёмочное оборудование, костюмы и реквизит, самое современное оборудование и новейшую аппаратуру для кино- и теле- пре-продакшна, производства и постпродакшна. Здесь также расположены столовые и гостиницы для актёров, съёмочного персонала и туристов.
На киностудии действуют три высокотехнологичных центра:
- Symphony — для аудио постпродакшна, с доступной функцией ADR (автоматизированная замена диалогов) и прилагающейся к ней цифровой аудиостанцией DSP (цифровая обработка сигналов);
- Mantra, где предлагается цифровое кинооборудование для цветовой коррекции, добавления визуальных эффектов, перевода художественных фильмов в TV и DVD форматы;
- Rainbow — полностью автоматизированная кинолаборатория мирового класса для обработки цветных и чёрно-белых фильмов.

На студии ведётся съёмка фильмов на различных языках, в том числе телугу, хинди, малаялам, тамильском, каннада, ория, маратхи, бенгальском, бходжпури, гуджарати и английском.
Киностудия Рамоджи также используется независимыми американскими кинематографистами, желающими сэкономить, так как стоимость производства фильмов здесь примерно на 30% ниже, чем в США.
Рамоджи внесена в «Книгу рекордов Гиннесса» как самый большой в мире комплекс киностудий. В 2007 студия была награждена Golden Pony Award за новаторство и выдающееся качество в области индустрии развлечений.